# Polycyrtus chalmersi
Polycyrtus chalmersi är en stekelart som beskrevs av Zuniga 2004. Polycyrtus chalmersi ingår i släktet Polycyrtus och familjen brokparasitsteklar. Inga underarter finns listade i Catalogue of Life.